# Kaza le martien

Kaza le martien (dans sa graphie d'époque) est une bande dessinée de Kline largement inspirée de Flash Gordon d'Alex Raymond. Les 139 pages paraissent de 1946 à 1948 du numéro 26 à 125 du magazine OK à raison de deux pages par semaine.

## Synopsis
Trois astronautes, le professeur, sa fille Jane et l'assistant du professeur Jacques, arrivent sur Mars. Ils rencontrent le prince Kaza, empereur de Mars, renversé par le tyran Algold. De multiples péripéties vont emmener les héros à la reconquête de Libérapolis, l'ancienne capitale de Kaza. Ils rencontreront le peuple de Yogs, les Têtes triangulaires, les Hommes de l'Eau, etc. et finiront par vaincre Algold et rétablir Kaza dans sa souveraineté.